# Paal Kaasen
Paal Kaasen (ur. 14 listopada 1883 w Oslo, zm. 11 lipca 1963 tamże) – norweski żeglarz, olimpijczyk, zdobywca złotego medalu w regatach na Letnich Igrzyskach Olimpijskich w 1920 roku w Antwerpii.
Na Letnich Igrzyskach Olimpijskich 1920 zdobył złoto w żeglarskiej klasie 6 metrów (formuła 1919). Załogę jachtu Jo tworzyli również Andreas Brecke i Ingolf Rød.